# Kuhaluoto (ö i Birkaland)
Kuhaluoto är en ö i Finland. Den ligger i sjön Näsijärvi och i kommunen Ylöjärvi i den ekonomiska regionen Tammerfors och landskapet Birkaland, i den södra delen av landet, 180 km norr om huvudstaden Helsingfors. Öns area är 1,6 hektar och dess största längd är 0,5 kilometer i sydväst-nordöstlig riktning.